# Добростани
Доброста́ни — село в Україні, у Яворівському районі Львівської області. Населення становить 1249 осіб. Орган місцевого самоврядування — Новояворівська міська рада.

## Історія
Колишній орган місцевого самоврядування - Добростанівська сільська рада.

## Географія
До складу села входять окремі присілки (колишні окремі села) та хутори, зокрема: колишнє село Біла Гора (колишня німецька колонія) та хутір Заставля.

## Пам'ятки
- В селі діють два храми — греко-католицький (УГКЦ) і православний (церква Успіння Пресвятої Богородиці).
- Дві каплиці. Навпроти однієї з церков розташована фігура святого (с. Біла Гора).

## Освіта, соціальна сфера, музей
В селі функціюють Добростанські загальноосвітня школа І-ІІ ступенів, та ДНЗ.
Працюють Добростанський Народний дім, магазини, нові крамнички.
2 жовтня 2011 року урочисто відкритий історико-краєзнавчий музей Володимира Шаяна. Відкриття приурочене 150-ій річниці від дня народження Михайла Івановича Пачовського, хоча фактично музей почав свою роботу два місяці швидше виставкою, присвяченою 103-ій річниці від дня народження Володимира Шаяна.
22 червня 2017 року, у селі урочисто відкрито нову будівлю Добростанської амбулаторії загальної практики сімейної медицини. На капітальний ремонт, за європейським ґатунком, в одному з приміщень дитячого садка, розташоване в центрі села, створено домівку охорони здоров’я — коштом районного бюджету.

## Транспорт
Найближчі залізничні станції — Добростани та Кам'янобрід. Також функціює регулярне автобусне сполучення зі Львовом та Новояворівськом. Колись через село проходила вузькоколійна залізниця з Кам'яноброду, якою правили вугілля до водокачки у с. Качмарі (Воля-Добростанська).

## Відомі люди
- Михайло Пачовський — український письменник, педагог, фольклорист, делегат Української Національної Ради ЗУНР.
- Володимир Шаян (1908—1972) — професор, президент Європейської Президії Вільної Української Академії (УВАН), директор лондонської бібліотеки ім. Т. Шевченка, мовознавець, етнограф, санскритолог, перший дослідник «Велесової книги» виводить свій рід по матері з села Добростани.
- Василь Пачовський — український письменник, поет, один з організаторів літературного товариства «Молода Муза», педагог, громадський діяч, виводить свій родовід по батькові з села Добростани.